# Xanthorhoe incognita
Xanthorhoe incognita là một loài bướm đêm trong họ Geometridae.